# Transformada de Hilbert

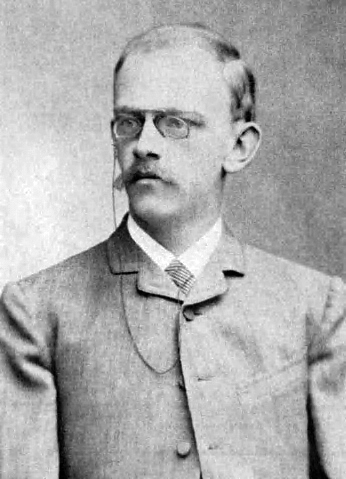
O matemático alemão David Hilbert em foto de 1886.

Em matemática, a transformada de Hilbert é uma transformada integral que mapeia uma função f(x) em uma outra, û(x) (portanto, no mesmo domínio).
Ela recebeu esse nome em homenagem ao matemático alemão David Hilbert, que, em 1905, estudou uma transformação similar com vistas a estudar o Problema de Riemann-Hilbert sobre o círculo. Não foi, portanto, o próprio Hilbert que definiu essa transformada, e sim o matemático britânico Godfrey Harold Hardy, em 1925 (ver abaixo. Pesquisas posteriores fixaram a forma da transformação como hoje é usada, mostraram sua utilidade em campos diferentes de aplicação, como a análise harmónica, o processamento digital de sinais, a óptica, a sismologia, a física quântica, a fisiologia e a acústica, e introduziram variações, como a Transformada Discreta de Hilbert, a Transformada de Hilbert Bilinear e a Transformada de Hilbert Trilinear.
A utilidade da transformada de Hilbert advém do fato de a função g(x) = f(x) + i·û(x) (onde i é unidade imaginária) ser sempre uma função analítica (também chamada de função regular e função holomorfa) na metade superior do plano complexo, ou seja, uma função que é infinitamente diferenciável nesse domínio. Em outras palavras, em toda função analítica, a parte imaginária é a transformada de Hilbert da parte real. Assim, a transformação de Hilbert é uma maneira prática de se obter a conjugada de uma função real qualquer f(x). Daí decorrem diversas aplicações práticas:
1. Para obter-se uma representação analítica de uma função. Em diversas aplicações, é mais fácil trabalhar com a função complexa g(x), por ser analítica, do que com a função real f(x).[1]
2. Como uma maneira de generalizar o conceito de fasor em aplicações onde se lida com sinais de frequências variáveis no tempo. Neste caso, diferentemente da transformada de Fourier e outras relacionadas, representa-se o sinal não como uma soma dos seus componentes senoidais, e sim como um produto de duas funções, uma de alta e outra de baixa frequência.[5]
3. Como uma ferramenta para demodular um sinal, obtendo o seu envelope (ou envoltória).[6]

Este verbete trata principalmente da transformada "contínua" de Hilbert, isto é, a transformada de funções definidas em um espaço euclideano. A transformação pode ser aplicada também em espaços discretos (ver Transformada discreta de Hilbert, mais abaixo).) e espaços contínuos não-euclideanos, como um toroide (ver Extensões em outros espaços, mais abaixo).

## Definição
A transformada de Hilbert de uma função f(x) é definida por:
{\displaystyle {\mathcal {H}}\{f(x)\}\;=\;{\hat {u}}(x)\;=\;{\frac {1}{\pi }}\int _{-\infty }^{\infty }{\frac {f(u)}{u-x}}\;du\;\;\;\;\;(1a)}

### Convenções
Como também acontece com outras transformadas, o sinal da integral na definição é matéria de convenção e pode ser invertido sem mudança nas propriedades essenciais da Transformada de Hilbert. Tal inversão se encontra frequentemente na literatura.
Também é frequente expressar a variável independente na transformada como y, em lugar de x, para deixar mais clara a relação entre as funções û(y) e f(x). Tal convenção não foi usada aqui.
Neste verbete, como se verifica em toda a literatura, x é sempre uma variável real. Portanto, f(x) e û(x) são sempre funções reais. s e z denotam variáveis complexas. k (minúscula), l, m e n são constantes reais inteiras. a e b são constantes complexas. K (maiúscula), p e q são constantes reais. t e ω são variáveis reais, denotando sempre as grandezas físicas tempo e frequência angular. Evitou-se referenciar a grandeza física frequência linear, de forma a evitarem-se ambiguidades; quando necessário, usa-se a expressão {\displaystyle {\frac {\omega }{2\pi }}}.

### Cálculo e condições de existência
O cálculo da integral contida na definição apresenta dificuldades, não só porque se trata de uma integral imprópria com limites infinitos, mas principalmente porque o integrando assume valores infinitos dentro do intervalo de integração (o que se chama uma singularidade). Para contornar essas dificuldades, divide-se a integral em duas partes de modo a obter-se a formulação alternativa
{\displaystyle {\mathcal {H}}\{f(x)\}\;=\;{\hat {u}}(x)\;=\;{\frac {1}{\pi }}\;\lim _{\epsilon \to 0}\left(\int _{x-{\frac {1}{\epsilon }}}^{x-\epsilon }{\frac {f(u)}{u-x}}\;du\;+\;\int _{x+\epsilon }^{x+{\frac {1}{\epsilon }}}{\frac {f(u)}{u-x}}\;du\right)\;\;\;\;\;(2)}
efetivamente excluindo-se do cálculo um intervalo simétrico de comprimento 2ε em torno da singularidade. Essa forma é chamada de valor principal de Cauchy da integral, por isso é comum, em textos mais formais, encontrar a definição da Transformada de Hilbert escrita assim:
{\displaystyle {\mathcal {H}}\{f(x)\}\;=\;{\hat {u}}(x)\;=\;{\frac {1}{\pi }}PV\left(\int _{-\infty }^{\infty }{\frac {f(u)}{u-x}}\;du\right)\;\;\;\;\;(3)}
As expressões (2) e (3) são rigorosamente equivalentes. Neste verbete, usamos (1a), por brevidade.
Substituindo-se variáveis (v = x + u, w = x - u), obtêm-se outras formulações alternativas:
{\displaystyle {\mathcal {H}}\{f(x)\}\;=\;{\hat {u}}(x)\;=\;{\frac {1}{\pi }}\;\lim _{\epsilon \to 0}\int _{\epsilon }^{\infty }{\frac {f(x+u)\;-\;f(x-u)}{u}}\;du\;\;\;\;\;(4)}
{\displaystyle {\mathcal {H}}\{f(x)\}\;=\;{\hat {u}}(x)\;=\;-\;{\frac {1}{\pi }}\int _{-\infty }^{\infty }{\frac {f(x\;-\;u)}{u}}\;du\;\;\;\;\;(5)}
Para que a integral em (2) convirja, a função f(x) precisa atender a certas condições. Titchmarsh demonstrou que as funções no Espaço Lp com 1 < p < ∞ possuem transformadas de Hilbert, bem como algumas no L1.
Sabe-se também que a chamada condição de Paley-Wiener é necessária e suficiente para que a transformada exista.
A maioria das funções de interesse em engenharia incluem-se nessa categoria. A tabela abaixo lista algumas dessas funções e suas respectivas transformadas.

### Tabela de transformadas de Hilbert
Para detalhes, ver também Derivação de algumas transformadas de Hilbert.
| {\displaystyle f(x)} | {\displaystyle {\hat {u}}(x)} |
| --- | --- |
| {\displaystyle K} | {\displaystyle 0} |
| {\displaystyle e^{ix}} | {\displaystyle ie^{ix}} |
| {\displaystyle e^{-ix}} | {\displaystyle -\;ie^{-ix}} |
| {\displaystyle \sin(x)} | {\displaystyle \cos(x)} |
| {\displaystyle \cos(x)} | {\displaystyle -\;\sin(x)} |
| {\displaystyle \operatorname {cas} (x)} | {\displaystyle \operatorname {cas} (-x)} |
| {\displaystyle \sin ^{2}(x)} | {\displaystyle {\frac {1}{2}}\;\sin(2x)} |
| {\displaystyle \cos ^{2}(x)} | {\displaystyle -\;{\frac {1}{2}}\;\cos(2x)} |
| {\displaystyle \delta (x)} | {\displaystyle -\;{\frac {1}{\pi x}}} |
| {\displaystyle {\frac {1}{x}}} | {\displaystyle \pi \delta (x)} |
| {\displaystyle {\frac {x}{x^{2}+1}}} | {\displaystyle {\frac {1}{x^{2}+1}}} |
| {\displaystyle {\frac {1}{x^{2}+1}}} | {\displaystyle -\;{\frac {x}{x^{2}+1}}} |
| {\displaystyle {\frac {x^{2}-1}{(x^{2}+1)^{2}}}} | {\displaystyle {\frac {2x}{(x^{2}+1)^{2}}}} |
| {\displaystyle {\frac {x}{(x^{2}+1)^{2}}}} | {\displaystyle {\frac {1}{2}}{\frac {1-x^{2}}{(x^{2}+1)^{2}}}}                                                                                  |
| {\displaystyle {\frac {1}{\sqrt {\|x\|}}}} | {\displaystyle {\frac {1}{\sqrt {\|x\|}}}} |
| {\displaystyle \operatorname {rect} (x)} | {\displaystyle {\frac {1}{\pi }}\ln \left\|{\frac {x\;-\;{\frac {1}{2}}}{x\;+\;{\frac {1}{2}}}}\right\|}                                        |
| {\displaystyle \operatorname {tri} (x)} | {\displaystyle {\frac {1}{\pi }}\left(\ln \left\|{\frac {x\;-\;1}{x\;+\;1}}\right\|\;+\;\ln \left\|{\frac {x^{2}}{x^{2}\;-\ 1}}\right\|\right)} |
| {\displaystyle \operatorname {sinc} (x)} | {\displaystyle {\frac {\cos(\pi x)\;-\;1}{x}}}                                                                                                  |
| {\displaystyle {\frac {\sin(x)}{x}}} | {\displaystyle {\frac {\cos(x)\;-\;1}{x}}} |
| {\displaystyle e^{-x^{2}}} | {\displaystyle -\;e^{-x^{2}}\operatorname {erfi} (x)}                                                                                           |

A transformada de Hilbert (em vermelho) de uma onda quadrada (em azul).

| onde: - {\displaystyle \operatorname {cas} (x)\,} (ing. "cosine and sine") é o núcleo da Transformada de Hartley - {\displaystyle \delta (x)\,} é a função impulso unitário - {\displaystyle \operatorname {rect} (x)\,} é a função retangular - {\displaystyle \operatorname {sinc} (x)\,} é a função seno cardinal - {\displaystyle \operatorname {tri} (x)\,} é a função triangular - {\displaystyle \operatorname {erfi} (x)\,} é a função erro imaginário | |

### Transformada inversa[nota 5]
A transformada de Hilbert tem a propriedade conveniente de ser o negativo de sua própria inversa (o que se chama uma anti-involução):
{\displaystyle {\mathcal {H}}\{f(x)\}\;=\;{\hat {u}}(x)\;=\;-\;{\mathcal {H}}^{-1}\{f(x)\}}
Isso é uma consequência do fato de a aplicação da transformação duas vezes sucessivas resultar no negativo da função original
{\displaystyle {\mathcal {H}}\{{\hat {u}}(x)\}\;=\;{\mathcal {H}}\{{\mathcal {H}}\{f(x)\}\}\;=\;-\;f(x)}
Uma consequência interessante é que a aplicação da transformação três vezes sucessivas resulta na transformada inversa
{\displaystyle {\mathcal {H}}\{{\mathcal {H}}\{{\mathcal {H}}\{f(x)\}\}\}\;=\;f(x)}
e assim por diante. Essas propriedades ficam mais claras se expressas através de operadores:
- {\displaystyle {\mathcal {H}}\;=\;-\;{\mathcal {H}}^{-1}}
- {\displaystyle {\mathcal {H}}^{2}\;=\;-\;{\mathcal {I}}}
- {\displaystyle {\mathcal {H}}^{3}\;=\;{\mathcal {H}}^{-1}}
- {\displaystyle {\mathcal {H}}^{4}\;=\;{\mathcal {I}}}

### Convolução
Por inspeção direta da expressão (1a), percebe-se que a função û(x) é a convolução da função f(x) com a função {\displaystyle \left(-\;{\frac {1}{\pi \;x}}\right)}. Essa função é chamada núcleo de Hilbert, e será denotada neste verbete como h(x). Assim, uma outra expressão para a definição da Transformada de Hilbert é a seguinte:
{\displaystyle {\mathcal {H}}\{f(x)\}\;=\;{\hat {u}}(x)\;=\;h(x)*f(x)\;\;\;\;\;\;(6a)}

### Formas alternativas da transformada de Hilbert
A transformada de Hilbert, definida pela equação (1a), pode ser expressa de forma alternativa com a introdução das variáveis auxiliares η e ζ tais que
{\displaystyle x\;=\;\tan \left({\frac {\eta }{2}}\right)\;\;\;\;\;u\;=\;\tan \left({\frac {\zeta }{2}}\right)\;\;\;\;\;(1b)}
obtendo-se as expressões
{\displaystyle {\mathcal {H}}\{f(x)\}\;=\;{\hat {u}}(\zeta )\;=\;{\frac {1}{2\pi }}\int _{-\pi }^{\pi }f\left(\tan \left({\frac {\eta }{2}}\right)\right)\cdot \left[\tan \left({\frac {\eta }{2}}\right)\;+\;\cot \left({\frac {\eta \;-\;\zeta }{2}}\right)\right]\;d\eta \;\;\;\;\;(1c)}
e
{\displaystyle {\mathcal {H}}\{f(x)\}\;=\;{\hat {u}}(\zeta )\;=\;{\frac {1}{2\pi }}\int _{0}^{2\pi }f\left(-\cot \left({\frac {\eta }{2}}\right)\right)\cdot \left[\cot \left({\frac {\eta }{2}}\right)\;+\;\cot \left({\frac {\eta \;-\;\zeta }{2}}\right)\right]\;d\eta \;\;\;\;\;(1d)}
Quando definida por meio das equações (1c) ou (1d), a transformada de Hilbert possui todas as propriedades da transformação definida pela equação (1a), inclusive a anti-simetria da transformada inversa, e ainda a propriedade adicional de ser uma função periódica em ζ.

## Propriedades elementares

### Linearidade
Da expressão (1a), segue-se imediatamente que a transformada de Hilbert é um operador linear. Assim, podemos escrever
{\displaystyle {\mathcal {H}}\{a_{1}f_{1}(x)\;+\;a_{2}f_{2}(x)\}\;=\;a_{1}{\mathcal {H}}\{f_{1}(x)\}\;+\;a_{2}{\mathcal {H}}\{f_{2}(x)\}}

### Dilatação e deslocamento do eixo
Da expressão (1a), segue-se imediatamente que
{\displaystyle {\mathcal {H}}\{f(ax)\}\;=\;\operatorname {sgn}(a)\;\cdot \;{\hat {u}}(ax)}
onde sgn(a) é a chamada função sinal de a, e
{\displaystyle {\mathcal {H}}\{f(x\;+\;a)\}\;=\;{\hat {u}}(x\;+\;a)}

### Convolução
Da expressão (1a), também se segue que
{\displaystyle {\mathcal {H}}\{f_{1}(x)\;*\;f_{2}(x)\}\;=\;{\mathcal {H}}\{f_{1}(x)\}\;*\;f_{2}(x)\;=\;f_{1}\;*\;{\mathcal {H}}\{f_{2}(x)\}}
e que
{\displaystyle {\mathcal {H}}\{f_{1}(x)\;*\;f_{2}(x)\}\;=\;-\;{\mathcal {H}}\{f_{1}(x)\}\;*\;{\mathcal {H}}\{f_{2}(x)\}}

### Comutatividade com relação à diferenciação
Da expressão (5), aplicando-se a fórmula de Leibniz para a derivação de uma integral, segue-se que
{\displaystyle {\frac {d}{dx}}\;{\mathcal {H}}\{f(x)\}\;=\;{\frac {d}{dx}}\left(\;-\;{\frac {1}{\pi }}\int _{-\infty }^{\infty }{\frac {f(x\;-\;u)}{u}}\;du\right)\;=\;-\;{\frac {1}{\pi }}\;\int _{-\infty }^{\infty }{\frac {\partial }{\partial x}}\left({\frac {f(x\;-\;u)}{u}}\right)\;du}
{\displaystyle {\frac {d}{dx}}\;{\mathcal {H}}\{f(x)\}\;=\;-\;{\frac {1}{\pi }}\;\int _{-\infty }^{\infty }{\frac {1}{u}}\cdot {\frac {d}{dx}}f(x\;-\;u)\cdot du\;=\;{\mathcal {H}}\{{\frac {d}{dx}}\;f(x)\}}

### Invariância
O operador {\displaystyle {\mathcal {H}}} apresenta propriedades de invariância quando combinado com outros operadores; por exemplo, o operador da transformação de Fourier, {\displaystyle {\mathcal {F}}}:
{\displaystyle {\mathcal {H}}\;=\;{\mathcal {F}}^{-1}\cdot {\mathcal {H}}\cdot {\mathcal {F}}\;\;\;\;\;(6b)}
Essa propriedade deriva do fato de a transformada de Hilbert da função impulso unitário ser igual ao núcleo de Hilbert h(x).

## Relação com as equações de Cauchy-Riemann
O fato de uma função {\displaystyle u(x)} e sua transformada {\displaystyle {\hat {u}}(x)} estarem relacionadas de forma tal que a função complexa {\displaystyle f(z)\;=\;u(z)+i{\hat {u}}(z)} é analítica no semi-plano superior complexo implica que as equações de Cauchy-Riemann são obedecidas, ou seja, pode-se escrever:
{\displaystyle {\frac {\partial u}{\partial x}}\;=\;{\frac {\partial {\hat {u}}}{\partial y}}}
{\displaystyle {\frac {\partial u}{\partial y}}\;=\;-{\frac {\partial {\hat {u}}}{\partial x}}}
{\displaystyle \forall z\;=\;x\;+\;iy\;|\;y\;\geq \;0}
Em consequência, se derivarmos novamente as equações acima, obteremos
{\displaystyle {\frac {\partial ^{2}u}{\partial x^{2}}}\;=\;{\frac {\partial ^{2}{\hat {u}}}{\partial x\partial y}}}
{\displaystyle {\frac {\partial ^{2}u}{\partial y^{2}}}\;=\;-{\frac {\partial ^{2}{\hat {u}}}{\partial y\partial x}}}
assim,
{\displaystyle {\frac {\partial ^{2}u}{\partial x^{2}}}\;+\;{\frac {\partial ^{2}u}{\partial y^{2}}}\;=\;0\;\;\;\;\;(6c)}
De forma similar, podemos obter também
{\displaystyle {\frac {\partial ^{2}{\hat {u}}}{\partial x^{2}}}\;+\;{\frac {\partial ^{2}{\hat {u}}}{\partial y^{2}}}\;=\;0\;\;\;\;\;(6d)}
Como a função u(z) é real, temos obrigatoriamente
{\displaystyle u(x,0)\;=\;u(x)\;\;\;\;\;(6e)}
{\displaystyle \lim _{x\to \infty }u(x,y)\;=\;\lim _{x\to -\infty }u(x,y)=\lim _{y\to \infty }u(x,y)\;=\;0\;\;\;\;\;(6f)}
As equações (6c) e (6d) são exemplos da conhecida Equação de Laplace. Assim, a tarefa de encontrar o par de funções {\displaystyle u(x)} e {\displaystyle {\hat {u}}(x)} equivale a resolver um sistema de equações de Laplace com as condições de contorno dadas pelas equações (6e) e (6f).

## Interpretações físicas

### Interpretação no domínio do tempo

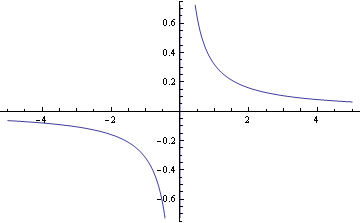
Resposta do filtro de Hilbert no domínio do tempo.

Se, na expressão (6a), a variável independente for o tempo, a interpretação imediata é que a função û(t) é a resposta de um dispositivo a um sinal de entrada descrito por f(t). A função h(t) seria, nesse caso, a resposta desse dispositivo a um impulso unitário na sua entrada; tal resposta caracterizaria o dispositivo como um filtro linear invariante no tempo. Esse dispositivo é chamado filtro de Hilbert ou transformador de Hilbert (Hilbert transformer).

### Interpretação no domínio da frequência

Resposta do filtro de Hilbert no domínio da frequência.

Se denotarmos a transformada de Fourier de uma função f(x) por {\displaystyle {\mathcal {F}}\{f(x)\}\;=\;G(\omega )}, a sua aplicação ao núcleo de Hilbert h(x) dará
{\displaystyle {\mathcal {F}}\{h(x)\}\;=\;i\cdot \operatorname {sgn}(\omega )\;\;\;\;\;(7)}
Podemos calcular, a partir das expressões (6a) e (7), a transformada de Fourier de uma função û(x) qualquer, que denotaremos por {\displaystyle {\hat {G}}(x)}
{\displaystyle {\hat {G}}(x)\;=\;{\mathcal {F}}\{{\hat {u}}(x)\}\;=\;{\mathcal {F}}\{f(x)*h(x)\}}
{\displaystyle {\hat {G}}(x)\;=\;{\mathcal {F}}\{f(x)\}\cdot {\mathcal {F}}\{h(x)\}\;=\;G(\omega )\cdot (i\cdot \operatorname {sgn}(\omega ))}
{\displaystyle {\hat {G}}(x)\;=\;{\mathcal {F}}\{{\hat {u}}(x)\}\;=\;\left\{{\begin{matrix}-iG(\omega )&:&\omega <0\\0&:&\omega =0\\iG(\omega )&:&\omega >0.\end{matrix}}\right.\;\;\;\;\;(8a)}
Podemos interpretar (8a) no domínio da frequência, da seguinte maneira: a aplicação da transformada de Hilbert a uma função f(t) faz com que suas componentes harmônicas negativas sejam multiplicadas por -i, o que equivale a um deslocamento de {\displaystyle -{\frac {\pi }{2}}} na sua fase, que suas componentes harmônicas positivas sejam multiplicadas por i, o que equivale a um deslocamento de fase de {\displaystyle {\frac {\pi }{2}}}, e que a componente contínua (ω=0) seja eliminada. A partir dessa propriedade, vê-se claramente por que a aplicação dessa filtragem duas vezes sucessivas resulta exatamente na inversão do sinal original: todas as componentes são multiplicadas por i2 = -1.
Em análise de sinais, como a transformação de Hilbert apenas muda a fase de um sinal de entrada f(t) (sendo que, nos casos práticos, t sempre é maior que 0), a densidade de energia espectral do sinal de saída û(t), que é dada por |û(t)|, é a mesma daquela do sinal de entrada, que é dada por |f(t)| ou {\displaystyle {\frac {1}{2\pi }}F(\omega )}, de acordo com Lord Rayleigh (ver também o Teorema de Parseval e o Teorema de Plancherel, que são generalizações posteriores do teorema original de Rayleigh).
Da expressão (8a), segue que, se o sinal f(t) e sua transformada û(t) forem expressos pelas correspondentes séries de Fourier, os componentes bk de uma serão iguais aos componentes ak da outra, a menos do sinal, para todo k > 0. Uma maneira informal de enunciar isso é dizer que a transformação de Hilbert troca os senos pelos cossenos na representação no domínio da frequência.
Uma consequência prática da expressão (8a) é que a transformada de Hilbert de um sinal f(t) pode ser computada através da transformada de Fourier deste (ver Cálculo por métodos numéricos).

### Causalidade
Diz-se que um filtro é causal quando sua saída num tempo tk não depende de nenhum valor de t > tk. Acredita-se que todos os sistemas físicos possuam essa propriedade. Assim, um filtro, para ser construído fisicamente, precisa ser causal.
Uma propriedade que se segue diretamente da definição acima é que a resposta desse filtro ao impulso é nula para t < 0.
Com respeito à causalidade, a transformação de Hilbert possui as seguintes propriedades:
- Como a resposta do filtro de Hilbert ao impulso não é nula para t < 0, ele não é um filtro causal.
- Demonstra-se que, se a transformada de Hilbert da resposta em frequência de um filtro existir, isso é condição necessária e suficiente para que tal filtro seja um filtro causal.[6]

### Implementação física de transformadores de Hilbert

Diagrama lógico de um filtro de Hilbert de resposta finita de sexta ordem. Tanto um filtro analógico quanto um filtro digital podem ser implementados a partir desse diagrama

Como um filtro de Hilbert não é um sistema causal, ele é fisicamente irrealizável. Podem-se construir, contudo, filtros de Hilbert analógicos ou digitais com resposta aproximada. A resposta de tais filtros, além de apresentar distorções em relação à resposta do filtro ideal, dada pela equação (8a), exibe necessariamente um atraso com relação ao sinal de entrada. Esses dois pontos, atraso e precisão na resposta, constituem então critérios de comparação entre diferentes implementações de um filtro de Hilbert. Outros critérios importantes são a estabilidade com o envelhecimento dos componentes e imunidade a perturbações externas, como variações de temperatura, vibração, etc. Em geral, um filtro digital é mais fácil e mais barato para se implementar do que um filtro analógico com as mesmas características de atraso, precisão, estabilidade e imunidade. A base para a construção de um filtro de Hilbert digital é a Transformada Discreta de Hilbert, tratada mais abaixo.
A resposta em frequência e em fase de um filtro de Hilbert ideal é dada pelas fórmulas seguintes:
{\displaystyle A(f)\;=\;\left\{{\begin{matrix}-i&:&f<0\\0&:&f=0\\i&:&f>0.\end{matrix}}\right.\;\;\;\;\;(8b)}
{\displaystyle \phi (f)\;=\;\operatorname {Arg} ({\hat {h}}(t))\;=\;{\frac {\pi }{2}}\cdot \operatorname {sgn}(f)\;\;\;\;\;(8c)}
onde f é a frequência do sinal de entrada, A é o valor do sinal de saída e φ, seu ângulo de fase. Ou seja, o sinal de entrada é dado pela equação {\displaystyle I(t)\;=\;e^{2\pi ft}} e o sinal de saída por {\displaystyle O(t)\;=\;Ae^{2\pi ft\;+\;\phi }}. Arg(x) é a função argumento principal e h(t) é o núcleo de Hilbert, cuja transformada é {\displaystyle {\hat {h}}(t)}.

## Outras propriedades importantes

### Conjugado harmônico
Se denotarmos o valor da transformada de Fourier para um dado valor de x=x1 como
{\displaystyle \left.G(x)\right|_{x=x1}\;=\;G(x_{1})\;=\;z_{1}\;=\;a\;+\;ib}
então, de (8a), temos que
{\displaystyle \left.{\hat {u}}(x)\right|_{x=x1}\;=\;{\hat {u}}(x_{1})\;=\;\left\{{\begin{matrix}b-ia&:&x<0\\0&:&x=0\\-b+ia&:&x>0.\end{matrix}}\right.\;\;\;\;\;(9a)}
Vemos, de (9a), que transformação de Hilbert efetua a troca entre as partes real e imaginária de uma função complexa. Essa propriedade é útil porque permite seu uso para encontrar as componentes conjugadas de uma dada função f(x) (ver os itens Funções conjugadas e Interpretação no domínio da frequência neste verbete).

### Simetria e ortogonalidade
Em aplicações físicas, em geral f(x) é uma função real, e, como consequência, o mesmo acontece com û(x). Como a transformada de Fourier exibe simetria hermitiana para valores reais, ou seja,
{\displaystyle G(-\omega )\;=\;G^{*}(\omega )\;\;\ \forall \;\omega \in \mathbb {R} }
isso se verifica também para {\displaystyle {\hat {G}}(x)\;=\;{\mathcal {F}}\{{\hat {u}}(x)\}}. Assim, se û(x) for uma função par, û(-x)=û(x), e a condição {\displaystyle {\hat {G}}(-x)\;=\;G^{*}(x)} implica {\displaystyle {\hat {G}}(x)\;=\;G^{*}(x)}, o que só é possível se {\displaystyle {\hat {G}}(x)} for uma função real. Inversamente, se û(x) for uma função ímpar, û(-x)=-û(x), e a condição {\displaystyle {\hat {G}}(-x)\;=\;G^{*}(x)} implica {\displaystyle {\hat {G}}(x)\;=\;-\;G^{*}(x)}, o que só é possível se {\displaystyle {\hat {G}}(x)} for uma função de valores puramente imaginários.
Além disso, a expressão (8a) mostra diretamente que, se {\displaystyle {\hat {G}}(x)} for uma função real, G(ω) será uma função puramente imaginária e que, se {\displaystyle {\hat {G}}(x)} for uma função puramente imaginária, G(ω) será uma função real. Mas a simetria hermitiana da transformada de Fourier obriga f(x) a ser uma função par no primeiro caso, e ímpar no segundo. O resultado é que, quando û(x) for uma função par, f(x) será uma função ímpar; quando û(x) for uma função ímpar, f(x) será uma função par.
A partir dessas propriedades de, pode-se provar facilmente que as funções f(x) e û(x) são ortogonais, pois
{\displaystyle E_{M}\{f(x),{\hat {u}}(x))\}\;=\;\int _{-\infty }^{\infty }f(x)\cdot {\hat {u}}(x)\;dx\;=\;0\;\;\;\;\;(9b)}
uma vez que o integrando será sempre uma função ímpar. Em Física, a variável x tem dimensão temporal, e a grandeza EM é chamada a energia mútua das funções f(t) e û(t).

### Transformada de um produto de funções
Se a função f(x) for o produto de duas funções f1(x) e f2(x), então G(ω)=G1(ω)*G2(ω) (pelo teorema da convolução). Podemos escrever G2(ω)=G2(ω)·(u1(ω) + u1(-ω)), por exemplo, onde u1(x) é a função degrau unitário ((u1(x) + u1(-x) = 1). Assim, G(ω)=G1(ω)*[G2(ω)·u1(ω) + G2(ω)·u1(-ω)]=G1(ω)*G2(ω)·u1(ω) + G1(ω)*G2(ω)·u1(-ω)]. Evidentemente, o primeiro termo é nulo para ω<0, e o segundo termo é nulo para ω>0. Daí, segue-se que
{\displaystyle {\hat {G}}(x)\;=\;\left[G_{1}(\omega )*G_{2}(\omega )\cdot u_{1}(\omega )\;+\;G_{1}(\omega )*G_{2}(\omega )\cdot u_{1}(-\omega )\right]\cdot (i\cdot \operatorname {sgn}(\omega ))}
{\displaystyle {\hat {G}}(x)\;=\;i\cdot (1)\cdot G_{1}(\omega )*G_{2}(\omega )\cdot u_{1}(\omega )\;+\;i\cdot (-1)\cdot G_{1}(\omega )*G_{2}(\omega )\cdot u_{1}(-\omega )}
Desenvolvendo a expressão, temos
{\displaystyle {\hat {G}}(x)\;=\;G_{1}(\omega )*\left[iG_{2}(\omega )\cdot u_{1}(\omega )\;-\;iG_{2}(\omega )\cdot u_{1}(-\omega )\right]\;=\;G_{1}(\omega )*\left[i\cdot G_{2}(\omega )\cdot \left(u_{1}(\omega )\;-\;u_{1}(-\omega )\right)\right]}
{\displaystyle {\hat {G}}(x)\;=\;G_{1}(\omega )*\left[i\cdot G_{2}(\omega )\cdot \operatorname {sgn}(\omega )\right]\;=\;G_{1}(\omega )*{\hat {G}}_{2}(\omega )}
Podemos, então, escrever
{\displaystyle {\mathcal {F}}\{{\mathcal {H}}\{f_{1}(x)\cdot f_{2}(x)\}\}\;=\;{\hat {G}}(x)\;=\;{\mathcal {F}}\{f_{1}(x)\}*{\mathcal {F}}\{{\mathcal {H}}\{f_{2}(x)\}\}\;=\;{\mathcal {F}}\{f_{1}(x)\}\cdot {\mathcal {H}}\{f_{2}(x)\}\}}
Assim, as funções {\displaystyle {\mathcal {H}}\{f_{1}(x)\cdot f_{2}(x)\}} e {\displaystyle f_{1}(x)\cdot {\mathcal {H}}\{f_{2}(x)\}} possuem a mesma transformada de Fourier. Devido à propriedade de linearidade desta, podemos dizer que essas funções são idênticas, a menos da adição de uma função f0(x) cuja transformada de Fourier fosse nula. De acordo com o Teorema de Lerch, uma função com essa propriedade teria que ser uma função nula, portanto podemos desprezá-la em aplicações práticas e escrever:
{\displaystyle {\mathcal {H}}\{f_{1}(x)\cdot f_{2}(x)\}\;=\;f_{1}(x)\cdot {\mathcal {H}}\{f_{2}(x)\}\;\;\;\;\;(10a)}
A expressão (10a) é conhecida como identidade de Bedrosian. O problema de quais são as condições que as funções f1(x) e f2(x) precisam atender para que a transformada de Hilbert de f(x) exista ainda está em aberto, mas a restrição mais usada (ou seja, a menos estrita) é que existam valores x1 e x2 tais que f1(x)=0 para todo x>x1, que f2(x)=0 para todo x>x2, e que x2>x1. Uma condição mais estrita, mas mais simples, é que f1 e f sejam funções analíticas.
De acordo com essa expressão, quando precisarmos computar a transformada de Hilbert de um produto de duas funções, só será preciso calcular a transformada da função de alta frequência e multiplicá-la pela outra.
Outra consequência da expressão (10a) é que o produto dessas duas funções pode ser expresso como
{\displaystyle f_{1}(x)\cdot f_{2}(x)\;=\;-\;i\cdot {\mathcal {H}}\{f_{1}\}\cdot f_{2}(x)\;\;\;\;\;(10b)}

### Autocorrelação
De (8a) segue-se também que f(x) e û(x) têm a mesma função de autocorrelação, que é definida como a convolução de uma função com seu conjugado complexo:
{\displaystyle R_{ff}(\tau )=\left(f(x)*f^{*}(-x){\frac {}{}}\right)(\tau )=\int _{-\infty }^{\infty }f(x\;+\;\tau )\cdot f^{*}(x)\;dx}

## Representações alternativas para a função f(x)

### Filtros passa-baixas e passa-altas
Uma função qualquer f(x) pode ser expressa em função de duas componentes fL(x) e fH(x) com o auxílio da função seno cardinal:
{\displaystyle f(x)\;=\;f_{L}(x)\;+\;f_{H}(x)\;\;\;\;\;(11a)}
com
{\displaystyle f_{L}(x)\;=\;f(x)\;*\;2f_{c}\;\operatorname {sinc} (2f_{c}x)\;=\;f(x)\;*\;2f_{c}\;{\frac {\sin(\pi \cdot 2f_{c}x)}{\pi \cdot 2f_{c}x}}\;=\;f(x)\;*\;{\frac {\sin(2\pi f_{c}x)}{\pi x}}\;\;\;\;\;(11b)}
e, evidentemente,
{\displaystyle f_{H}(x)\;=\;f(x)\;-\;f_{L}(x)\;=\;f(x)\;-\;\left[f(x)\;*\;{\frac {\sin(2\pi f_{c}x)}{\pi x}}\right]\;=\;f(x)\;*\;\left[\delta (x)\;-\;{\frac {\sin(2\pi f_{c}x)}{\pi x}}\right]\;\;\;\;\;(11c)}
onde δ(x) é a função impulso unitário. A idéia é que fL(x) contenha todas as componentes de frequências baixas (ω<2πfc) do sinal, e fH(x) contenha as componentes de frequências altas (ω>2πfc). Para verificar que isso realmente acontece, basta calcular as transformadas de Fourier
{\displaystyle {G_{L}(\omega )={\mathcal {F}}\{f_{L}(x)\}={\mathcal {F}}\left\{f(x)*{\frac {\sin(2\pi f_{c}x)}{\pi x}}\right\}={\mathcal {F}}\{f(x)\}\cdot {\mathcal {F}}\left\{{\frac {\sin(2\pi f_{c}x)}{\pi x}}\right\}=G(\omega )\cdot \operatorname {rect} (2f_{c})}}
onde rect(x) é a função retangular:
{\displaystyle \operatorname {rect} (2f_{c})=\sqcap (2f_{c})={\begin{cases}0&{\text{if }}|x|>f_{c}\\[3pt]{\frac {1}{2}}&{\text{if }}|x|=f_{c}\\[3pt]1&{\text{if }}|x|<f_{c}\end{cases}}}
De maneira similar,
{\displaystyle G_{H}(\omega )={\mathcal {F}}\{f_{H}(x)\}={\mathcal {F}}\left\{f(x)*\left[\delta (x)-{\frac {\sin(2\pi f_{c}x)}{\pi x}}\right]\right\}=G(\omega )\cdot \left[1-\operatorname {rect} (2f_{c})\right]}
A função sinc(x), portanto, funciona como um filtro passa-baixas ideal.

### Funções conjugadas
Uma função qualquer f(x) pode ser expressa de forma alternativa em função de duas componentes conjugadas f1(x) e f2(x):
{\displaystyle f(x)\;=\;f_{1}(x)\;+\;f_{2}(x)\;\;\;\;\;(12a)}
com
{\displaystyle f_{1}(x)\;=\;{\frac {1}{2}}\left(f(x)\;+\;ig(x)\right)\;\;\;\;\;(12b)}
{\displaystyle f_{2}(x)\;=\;{\frac {1}{2}}\left(f(x)\;-\;ig(x)\right)\;\;\;\;\;(12c)}
É fácil ver que a expressão (12a) é válida para qualquer g(x). No entanto, se fizermos g(x) = û(x), o espectro de frequências de f1(x) e f2(x) terá características muito interessantes, pois
{\displaystyle {\mathcal {F}}\{f_{1}(x)\}\;=\;G_{1}(\omega )\;=\;{\mathcal {F}}\{{\frac {1}{2}}\left(f(x)\;+\;i{\hat {u}}(x)\right)\}\;=\;{\frac {1}{2}}\left(G(\omega )\;+\;i{\hat {G}}(x)\right)}
{\displaystyle G_{1}(\omega )\;=\;{\frac {1}{2}}\left(G(\omega )\;+\;i(i\cdot \operatorname {sgn}(\omega )\cdot G(\omega ))\right)\;=\;G(\omega )u(\omega )\;\;\;\;\;(12d)}
Similarmente, teremos
{\displaystyle {\mathcal {F}}\{f_{2}(x)\}\;=\;G_{2}(\omega )\;=\;{\frac {1}{2}}\left(G(\omega )\;-\;i(i\cdot \operatorname {sgn}(\omega )\cdot G(\omega )\right)\;=\;G(\omega )u(-\omega )\;\;\;\;\;(12e)}
O exame das expressões (12d) e (12e) revela que, nessa decomposição, uma das funções é composta por todas as componentes com frequências positivas de f(x), e a outra, por todas as componentes com frequências negativas. Por isso, essas funções são frequentemente notadas como f+(x) e f-(x).

## Cálculo por métodos numéricos
O cálculo da transformada de Hilbert através da integração direta, a partir de alguma das suas fórmulas de definição, funciona bem para funções que não apresentem descontinuidades e que decresçam rapidamente com o aumento do valor de x. Para outros casos, devem-se empregar artifícios; um deles é usar polinômios de Hermite para calcular as integrais. Em todos os casos, como a distribuição de energia das funções f(x) e û(x) é a mesma (como mostrado aqui), o valor da energia de f(x) e de û(x), em cada frequência, pode ser calculado e comparado, de forma a obter-se uma estimativa da qualidade da aproximação resultante do método de cálculo escolhido.
Da expressão (8a), segue que a transformada de Hilbert de um sinal f(t) pode ser computada através da transformada de Fourier deste, da seguinte maneira:
1. Em primeiro lugar, expressa-se f(t) na forma de uma série de Fourier;
2. Depois, trocam-se os coeficientes dos componentes em senos pelos coeficientes em cossenos e vice-versa (isso equivale a aplicar os desvios de fase de {\displaystyle {\frac {\pi }{2}}} e {\displaystyle -{\frac {\pi }{2}}} onde necessário); a componente DC deve ser desprezada.

Outro método que pode ser usado é o seguinte:
1. Em primeiro lugar, calcula-se a transformada de Fourier de f(t) (por exemplo, por meio da Transformada Rápida de Fourier;
2. Depois, multiplicam-se os coeficientes dos componentes de frequências negativas por -1, deixando-se os demais inalterados; a componente DC deve ser desprezada.
3. Calcula-se a transformada inversa de Fourier do resultado.

Isso é possível devido à propriedade de invariância com relação ao operador da transformação de Fourier.
Pode-se também usar um método similar para calcular û(t) a partir da Transformada de Hartley, conforme se vê em Bracewell (2000).

## Aplicações

### Modulação
A forma geral de uma onda modulada em amplitude (AM) é
{\displaystyle s(t)\;=\;A_{c}\left[1\;+\;K_{a}m(t)\right]\cdot \cos(2\pi f_{c}t\;+\;\theta )\;\;\;\;\;(13a)}
Um inconveniente da modulação em amplitude é que o espectro de s(t) é simétrico em relação à frequência da portadora. Isso implica que o sinal contém informação redundante, que ocupa banda passante e gasta energia dos transmissores desnecessariamente. Por isso, em lugar da forma padrão, também chamada de DSB-FC (bandas laterais duplas com portadora, ing. double side banded - full carrier), é vantajoso adotar a forma SSB (banda lateral simples, ing. single side banded).
Teoricamente, poder-se-ia eliminar a banda lateral por meio de um filtro convencional. No entanto, tal filtro teria que ter um fator de qualidade muito grande, com largura de banda estreita e atenuação elevada, o que torna difícil construí-lo a partir de um circuito eletrônico convencional. Uma alternativa é usar um filtro de Hilbert.
De acordo com as expressões (10) e (11), podemos escrever, considerando f(t) = Ac [1 + Kam(t)] (o sinal modulador), e assumindo que, em aplicações práticas, as frequências nele presentes são sempre muito menores que fc:
{\displaystyle {\mathcal {H}}\{s(t)\}\;=\;{\hat {s}}(t)\;=\;f(t)\cdot {\mathcal {H}}\{\cos(2\pi f_{c}t\;+\;\theta )\}\;=\;f(t)\cdot \left(-\;\sin(2\pi f_{c}t\;+\;\theta )\right)\;\;\;\;\;(13b)}
Em primeiro lugar, expressa-se o sinal s(t) em função de duas componentes de frequências altas e baixas sU(t) e sL(t), ambas derivadas de f(t) e sua transformada, û(t):
{\displaystyle s(t)\;=\;f(t)\cdot \cos(2\pi f_{c}t\;+\;\theta )\;=\;s_{U}(t)\;+\;s_{L}(t)\;\;\;\;\;(13c)}
sendo
{\displaystyle s_{U}(t)\;=\;{\frac {1}{2}}\left(f(t)\cdot \cos(2\pi f_{c}t\;+\;\theta )\;-\;{\hat {u}}(t)\cdot \sin(2\pi f_{c}t\;+\;\theta )\right)\;\;\;\;\;(13d)}
{\displaystyle s_{L}(t)\;=\;{\frac {1}{2}}\left(f(t)\cdot \cos(2\pi f_{c}t\;+\;\theta )\;+\;{\hat {u}}(t)\cdot \sin(2\pi f_{c}t\;+\;\theta )\right)\;\;\;\;\;(13e)}
Desenvolvendo sU(t), teremos
{\displaystyle s_{U}(t)\;=\;{\frac {1}{2}}\left[f(t)\cdot {\frac {1}{2}}\left(e^{i(2\pi f_{c}t\;+\;\theta )}\;+\;e^{-i(2\pi f_{c}t\;+\;\theta )}\right)\;-\;{\hat {u}}(t)\cdot {\frac {-i}{2}}\left(e^{i(2\pi f_{c}t\;-\;\theta )}\;-\;e^{-i(2\pi f_{c}t\;+\;\theta )}\right)\right]}
{\displaystyle s_{U}(t)\;=\;{\frac {1}{2}}\left[{\frac {1}{2}}\left(f(t)\;+\;i{\hat {u}}(t)\right)\cdot e^{i(2\pi f_{c}t\;+\;\theta )}\;+\;{\frac {1}{2}}\left(f(t)\;-\;i{\hat {u}}(t)\right)\cdot e^{-i(2\pi f_{c}t\;+\;\theta )}\right]}
De forma similar,
{\displaystyle s_{L}(t)\;=\;{\frac {1}{2}}\left[{\frac {1}{2}}\left(f(t)\;+\;i{\hat {u}}(t)\right)\cdot e^{i(2\pi f_{c}t\;+\;\theta )}\;-\;{\frac {1}{2}}\left(f(t)\;-\;i{\hat {u}}(t)\right)\cdot e^{-i(2\pi f_{c}t\;+\;\theta )}\right]}
Por inspeção das expressões (12a) a (12c), podemos escrever
{\displaystyle s_{U}(t)\;=\;{\frac {1}{2}}\left[s_{+}(t)\cdot e^{i(2\pi f_{c}t\;+\;\theta )}\;+\;s_{-}(t)\cdot e^{-i(2\pi f_{c}t\;+\;\theta )}\right]\;\;\;\;\;(13f)}
{\displaystyle s_{L}(t)\;=\;{\frac {1}{2}}\left[s_{+}(t)\cdot e^{i(2\pi f_{c}t\;-\;\theta )}\;+\;s_{-}(t)\cdot e^{-i(2\pi f_{c}t\;+\;\theta )}\right]\;\;\;\;\;(13g)}
De acordo com as propriedades da transformada de Fourier, a multiplicação pelo fator eiῳt equivale a um deslocamento na frequência igual a ῳ. Nesse contexto, a comparação com as expressões (12d) e (12e) mostram que o espectro de sU(t) possui apenas frequências com valores de (f - fc) positivos, ou seja, f > fc. O inverso vale para sL.

### Demodulação

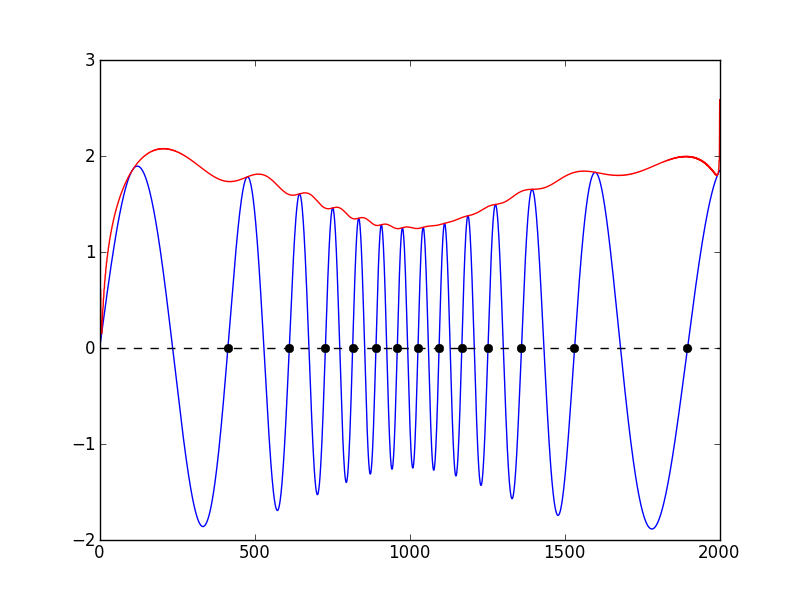
Sinal (em azul) e seu envelope (em vermelho)

A transformada de Hilbert pode ser usada para analisar um sinal s(t) que consiste de um produto de duas funções f(t) e g(t). Em aplicações práticas, uma delas é frequentemente uma oscilação de alta frequência e a outra é um sinal que contém informação útil e que se deseja destacar para análise. Nesse contexto, a primeira função é chamada de portadora e a outra, de função moduladora ou sinal modulante. Aqui suporemos que g(t) é a portadora e f(t), o sinal modulante.
Pode-se obter f(t) a partir de s(t) através da transformada de Hilbert, por meio da expressão:
{\displaystyle f(t)\;=\;s(t)\;+\;i{\hat {s}}(t)\;\;\;\;\;(14a)}
Essa operação é chamada de demodulação. Evidentemente, constitui o inverso da modulação, que consite em obter s(t) a partir de f(t).
Em engenharia, também se usa o termo sinal analítico forte para designar uma função analítica (ou regular ou holomorfa). Tal sinal pode ser escrito na forma geral s(t) = A(t)·eφ(t), que representa um vetor de amplitude instantânea A e direção instantânea dada pelo ângulo de fase φ, ambos variando com o tempo. Essa representação é útil em diversas aplicações práticas. |A(t)|, que é chamado de envelope ou envoltória da modulação, é sempre positivo, o que permite a plotagem de A(t) em escala logarítmica. Evidentemente, |A(t)| = |f(t)|·|g(t)|. Muitas vezes, é desnecessário obter f(t), sendo suficiente conhecer qual é o envelope porque, como |g(t)| em geral é conhecido, fica fácil a partir dele calcular |f(t)|.
O espectro de frequências de um sinal analítico forte só contém frequências positivas. A frequência instantânea pode ser calculada como
{\displaystyle \omega \;=\;2\pi \cdot {\frac {d}{dt}}\;\phi (t)\;\;\;\;\;(14b)}
Em casos onde uma análise mais profunda de A(t) se faz necessária, aplica-se a transformada de Fourier. Por exemplo, quando A(t) é uma função exponencial com mais de uma constante de amortecimento. Para um exemplo, ver Thrane e outros.

### Fasor no domínio da frequência
Podemos escrever o espectro de frequências de um sinal na forma polar G(ω) = A(ω)·eφ(ω), de maneira similar ao que se fez no item anterior com a representação no domínio do tempo. Se a correspondente função de transferência no domínio da frequência complexa for dada por
{\displaystyle F(s)\;=\;K\;{\frac {(s\;-\;a_{1})(s\;-\;a_{2})\ldots (s\;-\;a_{n})}{(s\;-\;b_{1})(s\;-\;b_{2})\ldots (s\;-\;b_{m})}}}
onde K é uma constante, a1, a2 ... an são os zeros e b1, b2 ... bm são os polos de F(s), pode-se escrevê-la também na forma
{\displaystyle F(s)\;=\;F_{a}(s)\cdot F_{\phi }(s)}
onde Fa consiste da constante K e dos zeros e polos cuja parte real é negativa, e Fφ consiste dos demais. Nesse caso, cada polo de Fφ deve ser o conjugado de um dos zeros, ou seja,
{\displaystyle F_{\phi }(s)\;=\;{\frac {(s\;-\;c_{1})(s\;-\;c_{2})\ldots (s\;-\;c_{l})}{(s\;+\;c_{1}*)(s\;+\;c_{2}*)\ldots (s\;+\;c_{l}*)}}}
A amplitude de Fφ = 1, e esses polos e zeros influenciam apenas a fase de F(s). Fa é frequentemente chamada de componente de mínima fase de F(s). Pode-se demonstrar que, se escrevermos Fa(ω) na forma polar Fa(ω) = Aa(ω)·eφa(ω), então
{\displaystyle {\mathcal {H}}\{\phi _{a}(\omega )\}\;=\;\ln \left[A_{a}(\omega )\right]\;\;\;\;\;(15)}

## Transformada discreta de Hilbert
A Transformada Discreta de Hilbert (DHT, do inglês Discrete Hilbert Transform) aplica-se a funções definidas num espaço discreto como, por exemplo, o conjunto dos números inteiros. Pode-se definir essa transformação como a convolução de uma função qualquer f(t) com o núcleo de Hilbert h(t), com a única diferença de que neste caso trata-se da versão discreta do núcleo de Hilbert. A convolução, em casos práticos, será uma convolução circular, porque apenas um intervalo finito de tempo [t0,t1] reveste-se de interesse; a DHT, como resultado dessa convolução, será sempre uma função periódica, e o período τ será o tamanho desse intervalo: t1 - t0.

### Relação com a Transformada Discreta de Fourier
Podemos estender a Transformada Discreta de Hilbert partindo-se da Transformada Discreta de Fourier, que é justamente a extensão da Transformada de Fourier para espaços discretos.
Uma transformada integral num espaço discreto consiste numa sequência finita de coeficientes p0, p1, p2, ... pn-1 para os quais existe uma fórmula de cálculo bem definida. Essa sequência será chamada aqui DHT. Também deve existir uma sequência análoga para a transformada inversa. Chamaremos a essa sequência DHT-1. n é o tamanho da amostra.
A transformação é aplicada a uma sequência de valores q0, q1, q2, ... qn-1, que chamaremos aqui de Q. Q, DHT e DFT (do inglês Discrete Hilbert Transform) precisam ter o mesmo tamanho da amostra. Além disso, como autores diferentes adotam convenções diferentes para a transformada discreta de Fourier, é preciso escolher qual delas emprega. Aqui será usada a seguinte versão:
{\displaystyle DFT\{f(k)\}\;=\;G(k)\;=\;\sum _{k\;=\;0}^{n\;-\;1}f(k)\cdot e^{-i\omega }\;\;\;\;\;/\omega \;=\;2\pi f\;=\;2\pi {\frac {k}{n}}f_{k}\;=\;\psi \cdot f_{k}}
onde fk é uma frequência discreta, um inteiro no intervalo [0,n-1]. O espectro de G(k) resulta periódico, ou seja, G(k) = G(k+in), onde i é um inteiro positivo qualquer. A frequência de G(k) é frequência normalizada ψ, que se situa no intervalo [0,2π]; as componentes situadas no intervalo [0,π] são consideradas como tendo frequência positiva, e aquelas situadas no intervalo [π,2π] são consideradas componentes de frequência negativa.
A fórmula correspondente para a transformada inversa é a seguinte:
{\displaystyle DFT^{-1}\{G(k)\}\;=\;f(k)\;=\;{\frac {1}{n}}\;\sum _{k\;=\;0}^{n\;-\;1}G(k)\cdot e^{i\omega }}.

### Cálculo dos coeficientes
Pode-se calcular os coeficientes da DHT de uma das maneiras seguintes: a primeira através da transformada discreta de Fourier,
{\displaystyle DHT(k)\;=\;DFT^{-1}\{H(k)\cdot DFT\{Q(k)\}\}\;\;\;\;\;(16a)}
e a segunda por meio da fórmula direta
{\displaystyle DHT(k)\;=\;\sum _{j\;=\;0}^{n\;-\;1}H^{-1}(k\;-\;j)\cdot Q(j)\;\;\;\;\;(16b)}
onde H é outra sequência, que corresponde ao núcleo de Hilbert em forma discreta, e H-1, sua inversa. Para n par, H(k) é dada por
{\displaystyle H(k)\;=\;\left\{{\begin{matrix}0&:&\psi \;=\;0\;\;\;(k\;=\;0)\\i&:&0\;<\;\psi \;<\;\pi \;\;\;(0\;<\;k\;<\;{\frac {n}{2}})\\0&:&\psi =\pi \;\;\;(k\;=\;{\frac {n}{2}})\\-i&:&\pi <\psi \;<\;2\pi \;\;\;({\frac {n}{2}}\;<\;k\;<\;n).\end{matrix}}\right.}
e para n ímpar, por
{\displaystyle H(k)\;=\;\left\{{\begin{matrix}0&:&\psi \;=\;0\;\;\;(k\;=\;0)\\i&:&0\;<\;\psi \;\leq \;\pi \;\;\;(0\;<\;k\;\leq \;{\frac {n\;-\;1}{2}})\\-i&:&\pi <\psi \;<\;2\pi \;\;\;({\frac {n\;-\;1}{2}}\;<\;k\;<\;n).\end{matrix}}\right.)}
Em qualquer caso, vale a fórmula concisa seguinte:
{\displaystyle H(k)\;=\;i\cdot \operatorname {sgn} \left({\frac {n}{2}}\;-\;k\right)\cdot \operatorname {sgn}(k)\;\;\;\;\;(16c)}
Quanto a H-1, valem as fórmulas seguintes:
{\displaystyle H^{-1}(k)\;=\;\left\{{\begin{matrix}-\;{\frac {2}{n}}\cdot \sin ^{2}\left({\frac {\pi }{2}}\;k\right)\cdot cot\left({\frac {\pi }{n}}\;k\right)&:&n\;{\text{par}}\;\land \;k\;>\;0\\-\;{\frac {1}{n}}\cdot \left[cot\left({\frac {\pi }{n}}\;k\right)\;-\;{\frac {\cos(\pi k)}{\sin \left({\frac {\pi k}{n}}\right)}}\right]&:&n\;{\text{impar}}\;\land \;k\;>\;0\\0&:&k\;=\;0.\end{matrix}}\right.\;\;\;\;(16d)}
Para a transformação inversa, usamos
{\displaystyle DHT^{-1}(k)\;=\;DFT\{H^{-1}(k)\cdot DFT^{-1}\{DHT(k)\}\}\;\;\;\;\;(17a)}
ou
{\displaystyle DHT^{-1}(k)\;=\;\sum _{j\;=\;0}^{n\;-\;1}H(k\;-\;j)\cdot DHT(j)\;\;\;\;\;(17b)}
As expressões (16a) e (16b) são versões discretas das expressões (5) e (6b). As expressões (16b) e (17b) são convoluções discretas, isto é, convoluções num domínio discreto; nessas expressões, H(k-j) e H-1(k-j) são matrizes n x n, pois os elementos dependem de k e de j. As expressões (16a) e (17a) são mais usadas na prática, pois DFT e DFT-1 podem ser calculadas de forma muito eficiente através do algoritmo da Transformada Rápida de Fourier (FFT).
A tabela abaixo confronta os conceitos envolvidos nas transformações de Hilbert nos domínios contínuo e discreto, para ilustrar as definições acima.
| Conceito                | Contínuo                                           | Discreto                                    |
| ----------------------- | -------------------------------------------------- | ------------------------------------------- |
| Domínio                 | {\displaystyle \mathbb {R} }                       | {\displaystyle \mathbb {N} }                |
| Variável                | {\displaystyle x}                                  | {\displaystyle k}                           |
| Função original         | {\displaystyle f(x)}                               | {\displaystyle Q(k)}                        |
| Função transformada     | {\displaystyle {\hat {u}}(x)}                      | {\displaystyle DHT(k)}                      |
| Espectro de frequências | {\displaystyle G(\omega )}                         | {\displaystyle DFT(k)}                      |
| Faixa                   | {\displaystyle -\infty \;\leq \;x\;\leq \;\infty } | {\displaystyle 0\;\leq \;k\;\leq \;n\;-\;1} |
| Núcleo da transformação | {\displaystyle h(x)\;=\;-\;{\frac {1}{\pi x}}}     | {\displaystyle H(k)}                        |

A amostragem deve ser feita em intervalos de tempo iguais; chamaremos aqui de ta a esse intervalo de amostragem. A teoria exige que a frequência da amostragem seja feita com uma frequência de pelo menos o dobro da maior frequência presente no sinal de entrada. Em outras palavras, se denotarmos tal frequência por fmax, é preciso que
{\displaystyle t_{a}\;\leq \;{\frac {1}{2f_{max}}}\;\;\;\;\;(18a)}

### O núcleo discreto de Hilbert
Para um número de amostras muito grande, pode-se usar a expressão simplificada
{\displaystyle H^{-1}(k)\;=\;\left\{{\begin{matrix}-\;{\frac {2}{\pi n}}&:&k\;>\;0\\0&:&k\;=\;0.\end{matrix}}\right.\;\;\;\;(16e)}
que se obtém tomando o limite n → ∞ na expressão (16d). Essa aproximação não funciona bem para valores pequenos de n, porque a convergência do cálculo através da expressão (16b) não é uniforme.
Uma outra fórmula que aparece na literatura é a seguinte:
{\displaystyle H^{-1}(k)\;=\;\left\{{\begin{matrix}-\;{\frac {2}{\pi n}}\sin ^{2}(\pi n)&:&k\;>\;0\\0&:&k\;=\;0.\end{matrix}}\right.\;\;\;\;(16f)}
que é um compromisso entre a expressão exata (16d) e a aproximação mais simples (16e).
No anexo, encontram-se exemplos de derivação de algumas DHTs.
A derivação da transformada de Hilbert por meio da FFT tem o inconveniente de produzir serrilhamento (aliasing). Isso ocorre porque a expressão (16c) é descontínua em k=0, o que implica na existência de frequências infinitas no espectro. O serrilhamento resultante é explicado teoricamente pelo Fenômeno de Gibbs. Uma outra forma de entender esse efeito é lembrar que a FFT é calculada em um intervalo finito τ, por isso exige-se que a função de entrada passe primeiro por um filtro passa-baixas de forma a eliminar as componentes de alta frequência, ou seja, as componentes com período inferior a 2τ; a aplicação de um sinal não devidamente filtrado à FFT inevitavelmente produzirá efeitos espúrios.
Uma maneira é calcular a transformada por meio de um algoritmo de filtro digital. A resposta em frequência ideal do filtro é então definida a partir da equação
{\displaystyle H(i\omega )\;=\;\left\{{\begin{matrix}i&:&0<\omega <\pi \\-i&:&-\pi <\omega <0.\end{matrix}}\right.\;\;\;\;(16g)}
e as técnicas usuais são empregadas de forma a obter um filtro com uma resposta o mais próxima possível à ideal. Por meio desta abordagem, obtém-se uma aproximação para û(t) que apresenta ondulações moderadas em torno da descontinuidade. Tais dispositivos são  conhecidos, conforme já mencionado acima, como filtros ou transformadores de Hilbert.

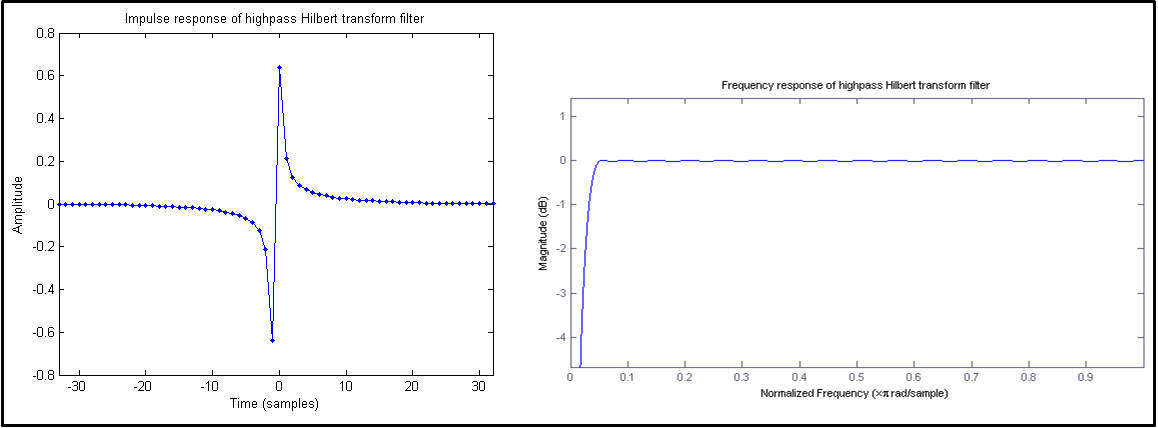
Resposta de um filtro de Hilbert passa-alta. Comparar a resposta de um filtro real com a reposta ideal mostrada mais acima

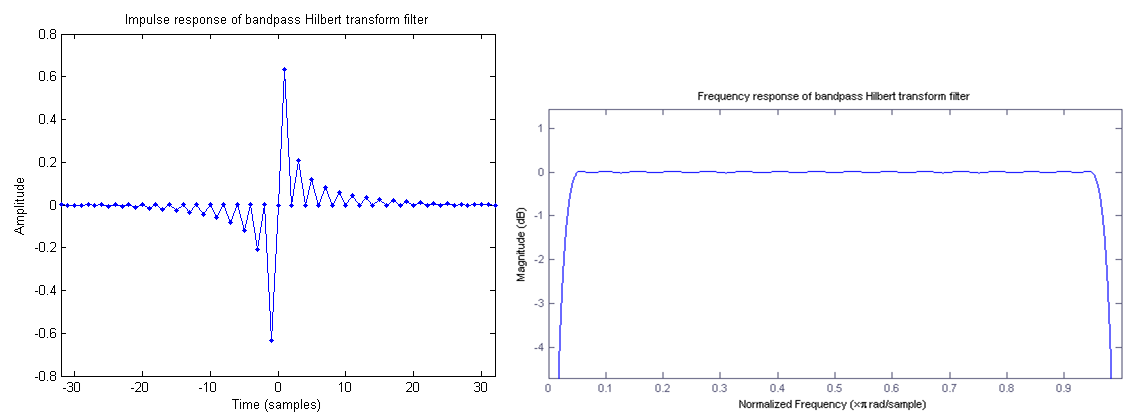
Resposta de um filtro de Hilbert passa-faixa, mostrando que são possíveis abordagens diferentes na implementação de um transformador de Hilbert

### Propriedades
A DHT possui algumas propriedades idênticas às da Transformada de Hilbert contínua, em particular as seguintes:
- Relação com a transformada inversa
- Linearidade
- Convolução
- Comutatividade com relação à diferenciação
- Invariância

Em outros casos, o comportamento das duas versões da transformada é sensivelmente diferente. A DHT, como se pode perceber a partir da equação (16c), tem sempre o valor 0 para ψ = 0 (k = 0), que corresponde à componente de frequência zero de f(t)/f(k). Além disso, para n par, a componente ψ = π, que corresponde à frequência mais alta presente no espectro, também se anula. Por isso, as densidades espectrais de f(k) e de G(k), obtidas através do teorema de Parseval, não são idênticas no caso geral.

## Extensões para outros espaços

### Extensão para espaços multidimensionais
A transformada de Hilbert, definida no espaço L2 por meio da equação (1a), pode ser expandida para espaços multidimensionais Ln, com n > 2, da mesma forma que se faz com a transformada de Fourier. Num tal espaço, o domínio deixa de ser um espaço unidimensional e passa a ser um espaço Ln-1. A variável independente x passa a ser uma matriz de n-1 dimensões, que denotaremos por x; as "colunas" de x são os vetores xi, com 1 ≤ i ≤ n-1.
A transformada de Hilbert de dimensão n é dada pela expressão:
{\displaystyle {\mathcal {H}}_{n}\{f(\mathbf {x} )\}\;=\;{\hat {u}}(\mathbf {x} )\;=\;{\frac {1}{\pi ^{n}}}\int _{-\infty }^{\infty }\int _{-\infty }^{\infty }\dots \int _{-\infty }^{\infty }{\frac {f(\mathbf {u} )}{\prod _{k\;=\;1}^{n}(u_{k}\;-\;x_{k})}}\;\prod _{k\;=\;1}^{n}du_{k}\;\;\;\;\;(19a)}
onde os símbolos de integrais indicam o valor principal de Cauchy de cada integração. A transformada inversa será dada por
{\displaystyle {\mathcal {H}}_{n}^{-1}\{{\hat {u}}(\mathbf {x} )\}\;=\;f(\mathbf {x} )\;=\;{\frac {(-1)^{n}}{\pi ^{n}}}\int _{-\infty }^{\infty }\int _{-\infty }^{\infty }\dots \int _{-\infty }^{\infty }{\frac {{\hat {u}}(\mathbf {u} )}{\prod _{k\;=\;1}^{n}(u_{k}\;-\;x_{k})}}\;\prod _{k\;=\;1}^{n}du_{k}\;\;\;\;\;(20a)}
Vemos que a transformação será anti-simétrica para n ímpar e simétrica para n par; a transformada de Hilbert definida pela equação (1a) pode ser considerada um caso especial (n=1) da transformação n-dimensional.
Também é possível definir a transformação através da convolução (multidimensional) com o núcleo de Hilbert de dimensão n; por exemplo, para n = 3
{\displaystyle {\mathcal {H}}_{n}\{f(\mathbf {x} )\}\;=\;{\hat {u}}(\mathbf {x} )\;=\;f(\mathbf {x} )\;***\;h_{3}(\mathbf {x} )\;\;\;\;\;(19b)}
com h3(x) sendo o núcleo de Hilbert de dimensão 3:
{\displaystyle h_{3}(\mathbf {x} )\;=\;-{\frac {1}{\pi ^{3}x_{1}x_{2}x_{3}}}}

### Paridade do sinal de entrada
Uma função f(x), com x tendo n dimensões, pode ser decomposta em uma soma de 2n componentes, cada uma sendo uma função par ou uma função ímpar de uma das variáveis de entrada xi, 1 ≤ i ≤ n. Por exemplo, para n = 3
{\displaystyle f(\mathbf {x} )\;=\;f(x_{1},x_{2},x_{3})\;=\;f_{ppp}(x_{1},x_{2},x_{3})\;+\;f_{ppi}(x_{1},x_{2},x_{3})\;+\;f_{pip}(x_{1},x_{2},x_{3})\;+\;}
onde fppp é uma função par para as 3 variáveis, fppi é uma função par para as variáveis x1 e x2 e ímpar para a variável x3, e assim por diante. Define-se ainda a distância D(f1,f2) entre duas componentes f1 e f2 como o número de subscritos diferentes na identificação de ambas; por exemplo, D(fppp,fppi) = 1, D(fppp,fipi) = 2, D(fpip,fipi) = 3, D(fiii,fiii) = 0.

### Relação com a transformada de Fourier multidimensional
Se denotarmos a transformada de Fourier de dimensão n de uma função f(x) por G(ω), sendo ω uma matriz de n dimensões, vale a seguinte relação
{\displaystyle {\mathcal {F}}_{n}\{{\mathcal {H}}_{n}\{f(\mathbf {x} )\}\}\;=\;{\mathcal {F}}_{n}\{{\hat {u}}(\mathbf {x} )\}\;=\;(-i)^{n+1}\left(\prod _{k\;=\;1}^{n}\operatorname {sgn}(\omega _{k})\right)G(\mathbf {\omega } )\;\;\;\;\;(21a)}
que é a extensão da equação (8a) para n dimensões.

### Transformada Fracional de Hilbert
A partir da transformada n-dimensional de Hilbert, pode-se definir uma transformada fracional (também chamada Transformada Parcial de Hilbert), que resulta da aplicação das expressões (19a) ou (19b) a apenas algumas dentre as n variáveis da matriz x. Por exemplo, se n=2, as duas transformadas fracionais bidimensionais de Hilbert possíveis serão dadas por
{\displaystyle {\mathcal {H}}_{1:2}\{f(\mathbf {x} )\}\;=\;{\hat {u}}(\mathbf {x} )\;=\;{\frac {1}{\pi }}\int _{-\infty }^{\infty }{\frac {f(u_{1},x_{2})}{u_{1}\;-\;x_{1}}}\;du_{1}}
e
{\displaystyle {\mathcal {H}}_{2:2}\{f(\mathbf {x} )\}\;=\;{\hat {u}}(\mathbf {x} )\;=\;{\frac {1}{\pi }}\int _{-\infty }^{\infty }{\frac {f(u_{2},x_{1})}{u_{2}\;-\;x_{2}}}\;du_{2}}
Essas são transformadas fracionais de primeira ordem, porque uma das variáveis foi deixada de fora da transformação. Para n=3, são possíveis 3 transformadas fracionais tridimensionais de Hilbert de primeira ordem e 3 de segunda ordem (em que duas variáveis são deixadas de fora da transformação) e assim por diante.

### Funções separáveis
Uma função f(x), de n variáveis, é dita separável se puder ser escrita como o produto de n funções, cada uma dependendo de apenas uma das variáveis. Ou seja, {\displaystyle f(\mathbf {x} )\;=\;f_{1}(x_{1})\cdot f_{2}(x_{2})\cdot f_{3}(x_{3})\dots f_{n}(x_{n})}. Para esse tipo de entrada, a transformada de Hilbert exibe também separabilidade, ou seja, {\displaystyle {\hat {u}}(\mathbf {x} )\;=\;{\hat {u}}_{1}(x_{1})\cdot {\hat {u}}_{2}(x_{2})\cdot {\hat {u}}_{3}(x_{3})\dots {\hat {u}}_{n}(x_{n})}. Essa propriedade também é exibida pelas transformadas fracionais de Hilbert de qualquer ordem.

### Ortogonalidade
Em geral, a equação (9b) não pode estender-se para n dimensões, ou seja, no caso geral, f(x) e û(x) não são ortogonais. A ortogonalidade, no entanto, se verifica quando f(x) (e, por conseguinte, também û(x) é separável.

### Extensão do teorema de Bedrosian
A identidade de Bedrosian, expressa pela equação (10a) pode ser estendida para n=2 pelo teorema de Starck. Seja fMfi a máxima frequência presente em f(x) quando apenas a variável xi varia e a outra permanece constante, e seja fmgi a mínima frequência presente em g(x) nas mesmas condições. Chamemos F(ω) e G(ω) as transformadas de Fourier bidimensionais de f(x) e g(x), respectivamente. Se f e g são tais que fMf1, fMf2, fmg1 e fmg2 são finitas, então F será nula para ω1 > 2πfMf1 e ω2 > 2πfMf2, e G será nula para ω1 < 2πfmg1 e ω2 < 2πfmg2. f(x) será, então, uma função que só contém frequências relativamente baixas, e g(x) será uma função que só contém frequências relativamente altas nos respectivos espectros.
Se fMf1 < fmg1 e fMf2 < fmg2, as funções f e g são ditas fortemente separáveis espectralmente. Neste caso, o suporte de F é disjunto do suporte de G, e pode-se escrever
{\displaystyle {\mathcal {H}}_{2}\{f(\mathbf {x} )\cdot g(\mathbf {x} )\}\;=\;f(\mathbf {x} )\cdot {\mathcal {H}}_{2}\{g(\mathbf {x} )\}\;\;\;\;\;(21b)}
A condição de fMf1 < fmg1 e fMf2 < fmg2 não é necessária para validade da equação (21b). Como as frequências fMf1, fmg1, fMf2 e fmg2 encontram-se num espaço bidimensional, os suportes de F e G podem ser disjuntos mesmo quando ela não é atendida; nesse caso, f e g são ditas disjuntas espectralmente, e a equação (21b) ainda vale.

### Transformadores de Hilbert multidimensionais
As equações (8b) e (8c), que definem o transformador de Hilbert, podem ser estendidas para n dimensões por meio das equações
{\displaystyle A_{n}(\mathbf {f} )\;=\;\prod _{k\;=\;1}^{n}i\cdot \operatorname {sgn}(f_{k})\;\;\;\;\;(21c)}
{\displaystyle \phi _{n}(\mathbf {f} )\;=\;{\frac {\pi }{2}}\cdot \sum _{k\;=\;1}^{n}\operatorname {sgn}(f_{k})\;\;\;\;\;(21d)}

## História do desenvolvimento da teoria
Em 1909, Hardy forneceu a definição da transformada e condições de sua validade. Ele acreditava na época que as fórmulas fossem desconhecidas, mas posteriormente descobriu que Hilbert já as usara pelo menos desde 1904, e então batizou a transformação como Transformada de Hilbert quando escreveu novamente sobre o assunto em 1925. O trabalho deste ano continha alguns erros, o que obrigou Hardy a reescrevê-lo em 1932. Outros trabalhos do mesmo autor nos anos entre 1909 e 1932 trouxeram novos aportes à teoria. O último artigo de Hardy sobre a transformação de Hilbert data de 1937.
Assim, Hardy (1932) é o artigo de referência para a definição original da Transformada de Hilbert.
A motivação original de Hardy era o estudo da Transformada de Fourier e sua aplicação à análise do espaço L2. Ele iniciou essas pesquisas em 1904 e as levou até 1947, investigando também as transformações de Mellin e de Laplace, além do recém-descoberto tema dos núcleos (kernels) da Transformada de Fourier.